# Европско првенство у атлетици у дворани 1973 — штафета 4 x 1 круг за жене
Такмичење штафета 4 х 1 круг у женској конкуренцији на четвртом Европском првенству у атлетици у дворани 1973. одржано је 10. марта 1973. године у Арени Ахој у Ротердаму, Холандија.  
Пошто је кружна стаза у Ротердаму износила 180 метара, није се могло одржати такмичење штафета 4 х 200 метара јер је један круг уместо 200 метара износила 180 тако да је било немогуће измене извршити на местима које та трка по правилима ИААФ предвиђа, па је назив ове дисциплине био штафета 4 х 1 круг. Победницама се рачунају медаље, а постигнути резултати не јер су постигнути у дисциплини која званично не постоји. 
Учествовало је 8 такмичарки у 2 штафете из исто толико земаља.

### Коначан пласман
| Пласман | Атлетичарке                                                | Земља           | Резултат | Белешка |
| ------- | ---------------------------------------------------------- | --------------- | -------- | ------- |
|         | Кристина Краузе, Анегрет Рихтер, Инге Хелтен, Рита Вилден  | Западна Немачка | 1:21,15  |         |
|         | Бригите Хест, Криста Кеплингер, Кармен Мер, Каролина Кефер | Аустрија        | 1:28,33  |         |